# 小行星7871
小行星7871（英語：7871 Tunder）是一颗围绕太阳公转的小行星。1990年9月22日，艾瑞克·怀特·埃尔斯特在拉西拉天文台发现了此天体。
这颗小行星的绝对星等为219.57905等。